# Keith Redmon

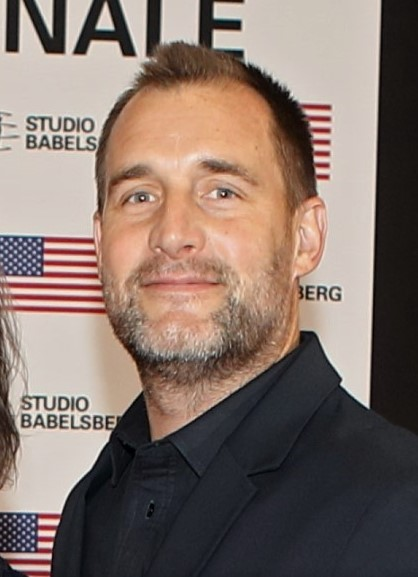
Keith Redmon

Keith Redmon (* 20. Jahrhundert) ist ein US-amerikanischer Filmproduzent.

## Karriere
Redmons Karriere im Filmgeschäft begann 2007 als Executive Producer bei dem Film Machtlos. In dieser Tätigkeit wirkte er u. a. bei den Fernsehserien Awake, Mind Games, Berlin Station und Quarry mit. Als Filmproduzent trat er in der Tragikomödie Der Biber, The Revenant und Triple 9 in Erscheinung. Bei der Oscarverleihung 2016 wurde er für den Film The Revenant – Der Rückkehrer für einen Oscar in der Kategorie bester Film nominiert. Bei den BAFTA-Awards 2016 erhielt er die Auszeichnung in derselben Kategorie.

## Filmografie (Auswahl)
Executive Producer
- 2007: Machtlos (Rendition)
- 2012: El último Elvis
- 2014: Mind Games (Fernsehserie, 9 Episoden)
- 2016: Quarry (Fernsehserie, 8 Episoden)
- 2016–2018: Berlin Station (Fernsehserie, 20 Episoden)
- 2017–2019: Counterpart (Fernsehserie, 20 Episoden)

Producer
- 2011: Der Biber (The Beaver)
- 2012: Awake (Fernsehserie, 13 Episoden)
- 2015: The Revenant – Der Rückkehrer (The Revenant)
- 2016: Triple 9
- 2020: The Midnight Sky
- 2023: Das Erwachen der Jägerin (The Marsh King’s Daughter)